# ウェストポイント郡区 (アイオワ州バトラー郡)
ウェストポイント郡区は、アメリカ合衆国、アイオワ州、バトラー郡にある16の郡区の一つである。2000年の国勢調査で、人口は1474人だった。

## 地理
ウェストポイント郡区は、93.5平方キロメートル（36.11平方マイル)で、AllisonとBristowが含まれる。アメリカ地質調査所によると、この郡区はJunglingの1つの霊園が含まれる。